# 張英桂
张英桂（1928年12月18日—），越南共和国陆军步兵将领，准将军衔，华裔儂族人。除了担任作战部队指挥官之外，他还担任过军事参谋和行政职务，最后担任军级参谋长。1975年4月30日，他携家眷撤离越南，随后定居在法国。